# 諾曼底鎮區 (密蘇里州聖路易斯縣)
諾曼底鎮區（英語：Normandy Township）是位於美國密蘇里州聖路易斯縣的一個行政鎮區。

## 地方資料
諾曼底鎮區的面積為21.71平方千米，皆為陸地。根據2020年美國人口普查的數據，當地共有人口28142人，而人口密度為每平方千米1,296.27人。